# Sueter 5
Sueter 5 es el quinto y último álbum de estudio del grupo de rock argentino  Suéter.  Este disco fue publicado en el año 1995 y marcó el regreso de la banda con Miguel Zavaleta como único integrante original y una nueva formación musical orientada directamente al rock and roll y al pop. Zavaleta ha declarado que el disco estaba dedicado a todas las personas seropositivas. La tapa del disco muestra a los colores representativos del colectivo LGBT. Del álbum se destaca  uno de sus más grandes hit «Extraño ser», que fue grabado a dúo con Andrés Calamaro, quien también fue productor de disco.

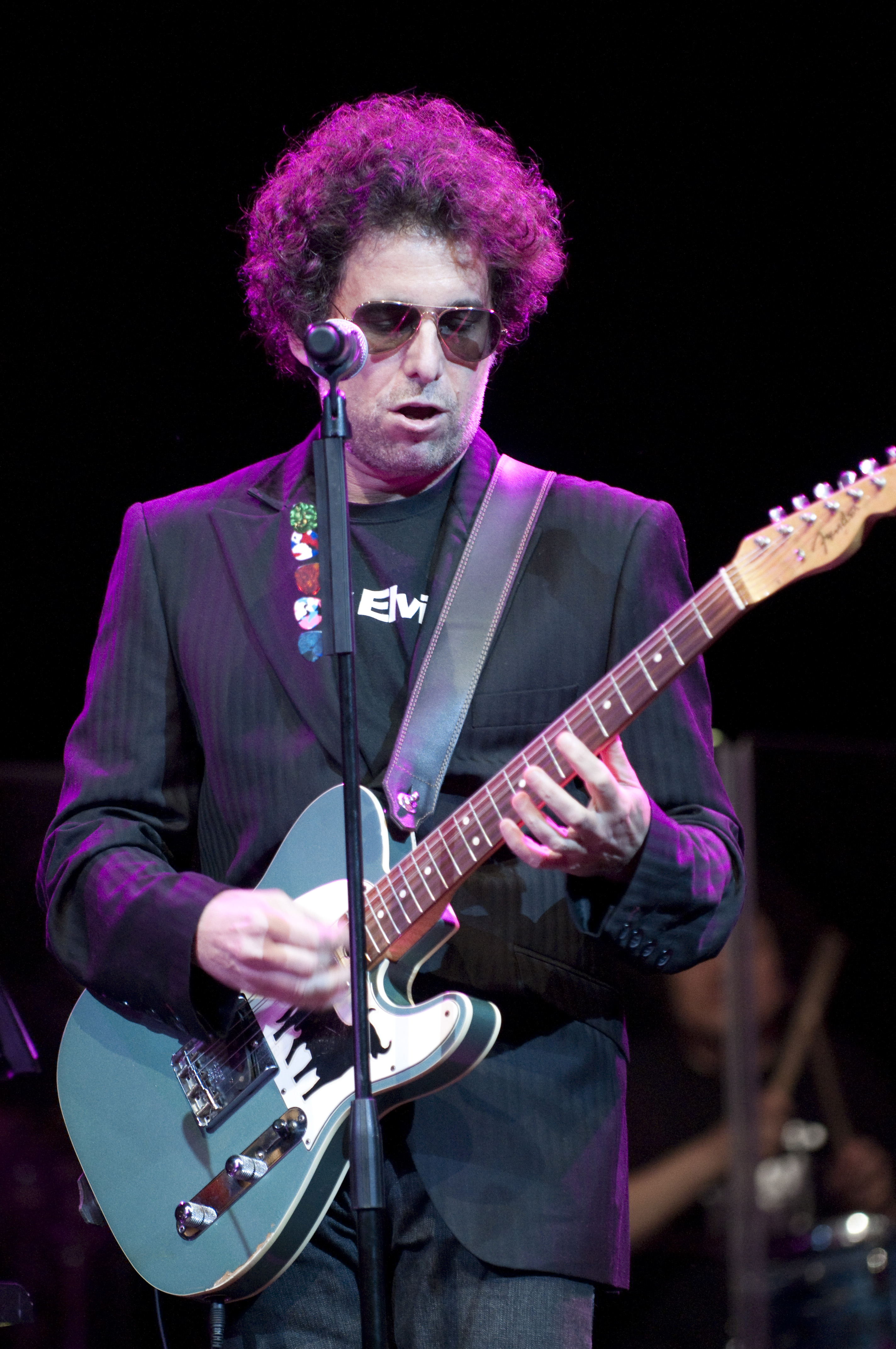
Andrés Calamaro fue el productor del álbum y presto su voz para la canción «Extraño ser».

## Lista de canciones
Todas las canciones escritas y compuestas por Suéter. 
| N.º | Título                            | Escritor(es) | Duración |  |
| 1.  | «Mimi»                            |              | 04:01    |  |
| 2.  | «Jaula de cristal»                |              | 04:30    |  |
| 3.  | «No soy el mismo»                 |              | 03:54    |  |
| 4.  | «Joe Gay»                         |              | 04:20    |  |
| 5.  | «Extraño ser»                     |              | 03:47    |  |
| 6.  | «Desvanecidos»                    |              | 04:47    |  |
| 7.  | «Última vuelta en el Italpark»    |              | 04:43    |  |
| 8.  | «A veces»                         |              | 04:44    |  |
| 9.  | «Quien pudiera desviar el viento» |              | 03:31    |  |
| 10. | «Señorita Inés»                   |              | 03:42    |  |
| 11. | «Lastimado»                       |              | 04:32    |  |
| 12. | «El book»                         |              | 04:04    |  |
| 13. | «Guruses»                         |              | 03:45    |  |
| 14. | «Tren»                            |              | 04:36    |  |
| 15. | «Estoy triunfando en Europa»      |              | 03:05    |  |
| 16. | «Bolero»                          |              | 02:20    |  |

## Créditos

### Suéter
- Miguel Zavaleta: Voz y Teclados
- Jorge Álvarez: Batería.
- Raúl Chevalier: Bajo, coros
- Diego Chorno: Teclados, guitarra acústica y eléctrica, coros.

### Músicos invitados
- Fabián Passaro: Guitarra.
- Rano Sarbach: Guitarra.
- Silvio Furmansky: Guitarra
- Víctor Cejas: Congas.
- Ervvin Stutz: Trompeta, arreglos sección bronces.
- Hilda Lizarazu: Coros.
- Fabiana Cantilo: Coros
- Andrés Calamaro: Voz.
- Beno Guelbert: Percusión

### Personal
- Ingeniero de grabación: Federico San Millán
- Mezclado por: Federico San Millán, Suéter, Camilo Iezzi.
- Grabaciones adicionales: Osvel Costa.
- Producción artística: Suéter, Camilo Iezzi.
- Fotografía: Víctor Calomen